# Сырка (река)
Сырка — река в России, протекает в Нытвенском районе Пермского края. Устье реки находится в 605 км по правому берегу Воткинского водохранилища на Каме. Длина реки составляет 23 км, площадь водосборного бассейна 76,6 км².
Исток реки находится в 3 км к северо-востоку от села Шерья. Генеральное направление течения — юго-восток. В среднем течении протекает в двух километрах от районного центра, города Нытва. Также протекает деревни Заполье и Сукманы. Приток — Малая Сырка (левый). Впадает в Воткинское водохранилище на Каме у посёлка Новоильинский.

## Данные водного реестра
По данным государственного водного реестра России относится к Камскому бассейновому округу, водохозяйственный участок реки — Кама от Камского гидроузла до Воткинского гидроузла, речной подбассейн реки — бассейны притоков Камы до впадения Белой. Речной бассейн реки — Кама.
По данным геоинформационной системы водохозяйственного районирования территории РФ, подготовленной Федеральным агентством водных ресурсов:
- Код водного объекта в государственном водном реестре — 10010101012111100014226
- Код по гидрологической изученности (ГИ) — 111101422
- Код бассейна — 10.01.01.010
- Номер тома по ГИ — 11
- Выпуск по ГИ — 1